# Christian Ramírez (futbolista mexicano)
Christian Ignacio Ramírez Sánchez (Irapuato, Guanajuato, 14 de mayo de 1993) es un futbolista mexicano. Juega como defensa central.

## Trayectoria
Comenzó jugando en el 2009 con el Club Deportivo el Milagro de la Tercera División de México. La temporada 2009-10, jugó con los Reboceros de La Piedad, de la misma categoría. Para la siguiente temporada jugó con el selectivo sub-17 del Club Santos Laguna. El segundo semestre de 2011 subió a la categoría sub-20. En 2012 pasó a jugar con las Águilas Reales de Zacatecas. La temporada 2012-13 fue enviado al Santos Los Mochis, para disputar la Liga de Nuevos Talentos de México de la Segunda División de México.
En julio de 2013 regresó al Santos Laguna sub-20. El 30 de noviembre de 2013, Santos venció de visitante por marcador de 0-1 al Club León en el Estadio León y así se coronó campeón del Torneo Apertura 2013 Sub-20.
El 19 de agosto de 2014, debutó en la Copa México junto con otros cuatro jugadores de las fuerzas básicas del Santos, en la victoria como local del Santos ante Correcaminos de la UAT por marcador de 3-0, inició el partido como titular y al minuto 28 anotó de volea el segundo gol del Santos, salió de cambio al minuto 70 en lugar de Julio Salas.

## Palmarés

### Campeonatos nacionales
| Título                            | Equipo             | País   | Año    |
| --------------------------------- | ------------------ | ------ | ------ |
| Primera División de México Sub-20 | Club Santos Laguna | México | A-2013 |
| Copa México                       | Club Santos Laguna | México | A-2014 |